# ريتشارد تي. جيمس
ريتشارد تي. جيمس هو محامي وسياسي أمريكي، ولد في 27 فبراير 1910، وتوفي في 27 أكتوبر 1965. نشط حزبياً في الحزب الجمهوري. وقد انتخب عضو مجلس نواب إنديانا ‏.